# Libor Janáček
Libor Janáček (* 23. července 1969) je bývalý český fotbalista, obránce.

## Fotbalová kariéra
Hrál za FC Slovan Liberec a Bohemians Praha. Celkem v české nejvyšší soutěži odehrál 278 utkání a dal 15 gólů.

## Ligová bilance
| Ročník                          | Zápasy | Góly | Klub              |
| ------------------------------- | ------ | ---- | ----------------- |
| 1. česká fotbalová liga 1993/94 | 29     | 1    | FC Slovan Liberec |
| 1. česká fotbalová liga 1994/95 | 30     | 4    | FC Slovan Liberec |
| 1. česká fotbalová liga 1995/96 | 29     | 4    | FC Slovan Liberec |
| 1. česká fotbalová liga 1996/97 | 24     | 1    | FC Slovan Liberec |
| Gambrinus liga 1997/98          | 29     | 0    | FC Slovan Liberec |
| Gambrinus liga 1998/99          | 26     | 0    | FC Slovan Liberec |
| Gambrinus liga 1999/00          | 16     | 0    | FC Slovan Liberec |
| Gambrinus liga 1999/00          | 14     | 1    | Bohemians Praha   |
| Gambrinus liga 2000/01          | 26     | 4    | Bohemians Praha   |
| Gambrinus liga 2001/02          | 29     | 0    | Bohemians Praha   |
| Gambrinus liga 2002/03          | 26     | 0    | Bohemians Praha   |
| CELKEM                          | 278    | 15   |                   |